# Julian Hanses
Julian Hanses (Hilden, 31 augustus 1997) is een Duits autocoureur.

## Carrière
Hanses begon zijn autosportcarrière in het karting in 2010, waarin hij tot 2015 actief bleef. Zijn belangrijkste prestaties in deze periode zijn een tweede plaats in de X30 Junior-klasse van de ADAC Kart Masters in 2011, een tweede plaats in hetzelfde kampioenschap in de X30 Senior-klasse in 2012, twee achtereenvolgende derde plaatsen in de ADAC Kart Bundesendlauf in 2012 en 2013 en de titel in de X30 Senior-klasse van de ADAC Kart Masters in 2014. In zijn laatste seizoen in de karts eindigde hij als negende in de X30 Shifter-klasse van de IAME International Final.
In 2016 maakte Hanses de overstap naar het formuleracing, waarbij hij zijn seizoen begon in de Nieuw-Zeelandse Toyota Racing Series. Als een van de weinige coureus zonder ervaring in formulewagens werd hij negentiende in het kampioenschap als laatste coureur die aan alle races deelnam. Hij behaalde 226 punten, met twee twaalfde plaatsen op het Teretonga Park en de Manfeild Autocourse als beste resultaten. Aansluitend maakte hij zijn Formule 4-debuut in het ADAC Formule 4-kampioenschap, waarin hij uitkwam voor het Team Timo Scheider. Hij kende een moeilijk debuutseizoen, waarin hij zonder punten en met twee twaalfde plaatsen op het Circuit Park Zandvoort als beste uitslagen op de 35e plaats in het klassement eindigde.
In 2017 bleef Hanses actief in de ADAC Formule 4, maar stapte hij over naar het team US Racing. In zijn tweede seizoen in de klasse werden zijn resultaten beter, waarbij hij in de eerste helft van het jaar regelmatig punten wist te scoren. In de derde race op de Nürburgring behaalde hij zijn eerste podiumplaats en in de daaropvolgende race op de Sachsenring won hij zijn eerste race in de klasse. Met 82 punten eindigde hij op de elfde plaats in het klassement.
In 2018 maakt Hanses zijn Formule 3-debuut in het Europees Formule 3-kampioenschap voor het team ma-con, dat voor het eerst sinds 2013 deelneemt aan de klasse.